# Havin' a Bad Day
Havin' A Bad Day je debutové studiové album amerického hard rockového kytaristy a syna Franka Zappy Dweezila Zappy, vydané v roce 1986 u Barking Pumpkin Records.

## Seznam skladeb
| Pořadí | Název                   | Autor                       | Délka |
| ------ | ----------------------- | --------------------------- | ----- |
| 1.     | Havin' a Bad Day        | Scott Thunes, Dweezil Zappa | 4:09  |
| 2.     | Blonde Hair, Brown Nose | Thunes, D. Zappa            | 3:45  |
| 3.     | You Can't Ruin Me       | Moon Unit Zappa, D. Zappa   | 5:24  |
| 4.     | The Pirate Song         | Thunes, D. Zappa            | 3:53  |
| 5.     | You Can't Imagine       | D. Zappa                    | 3:14  |
| 6.     | Let's Talk About It     | M. U. Zappa, D. Zappa       | 4:06  |
| 7.     | Electric Hoedown        | D. Zappa                    | 3:24  |
| 8.     | I Want a Yacht          | Thunes, D. Zappa            | 3:42  |
| 9.     | I Feel Like I Wanna Cry | D. Zappa                    | 4:30  |